# Ягодное (Верхнекетский район)
Я́годное — посёлок в Верхнекетском районе Томской области, Россия. Административный центр Ягоднинского сельского поселения.

## География
Посёлок расположен на юго-западе Верхнекетского района и окружён с трёх сторон изгибающимся руслом реки Суйги. В 600 м западнее проходит Томская железная дорога, соединяющая областной центр с районным. В 3-4 км северо-западнее Ягодного находится железнодорожная станция Санджик (при одноимённом посёлке).

## Население
| 2002 | 2010 | 2012 | 2013 | 2014 | 2015 | 2021 |
| ---- | ---- | ---- | ---- | ---- | ---- | ---- |
| 781  | ↘760 | ↗797 | ↘792 | ↘759 | ↘717 | ↘603 |

## Социальная сфера и экономика
В посёлке есть фельдшерско-акушерский пункт, средняя общеобразовательная школа, Дом культуры и библиотека.
Основа местной экономической жизни — лесное и сельское хозяйство, розничная торговля.

## Известные жители и уроженцы
- Махнач, Александр Викторович — советский и российский певец и музыкант.